# Печче
Печче — озеро на территории Ребольского сельского поселения Муезерского района Республики Карелия.

## Общие сведения
Площадь озера — 1,4 км², площадь водосборного бассейна — 12 км². Располагается на высоте 199,4 метров над уровнем моря.
Форма озера лопастная, продолговатая: вытянуто с северо-запада на юго-восток. Берега изрезанные, каменисто-песчаные, местами заболоченные.
Из юго-восточной оконечности озера вытекает короткая протока, втекающая в реку Печчеярви, текущую из озера Виччаярви и впадающую в озеро Верхнее, откуда вытекает безымянная река, впадающая в озеро Колвас, из которого вытекает река Колвас, впадающая в Лексозеро, откуда через реки Сулу и Лендерку воды в итоге попадают в Балтийское море.
Код объекта в государственном водном реестре — 01050000111102000010328.